# 30091 Stephenbrown
30091 Stephenbrown è un asteroide della fascia principale. Scoperto nel 2000, presenta un'orbita caratterizzata da un semiasse maggiore pari a 2,2177210 au e da un'eccentricità di 0,1459476, inclinata di 2,00616° rispetto all'eclittica.